# Prunus fremontii
Prunus fremontii är en rosväxtart som beskrevs av Sereno Watson. Prunus fremontii ingår i släktet prunusar, och familjen rosväxter.

## Underarter
Arten delas in i följande underarter:
- P. f. fremontii
- P. f. pilulata

## Bildgalleri

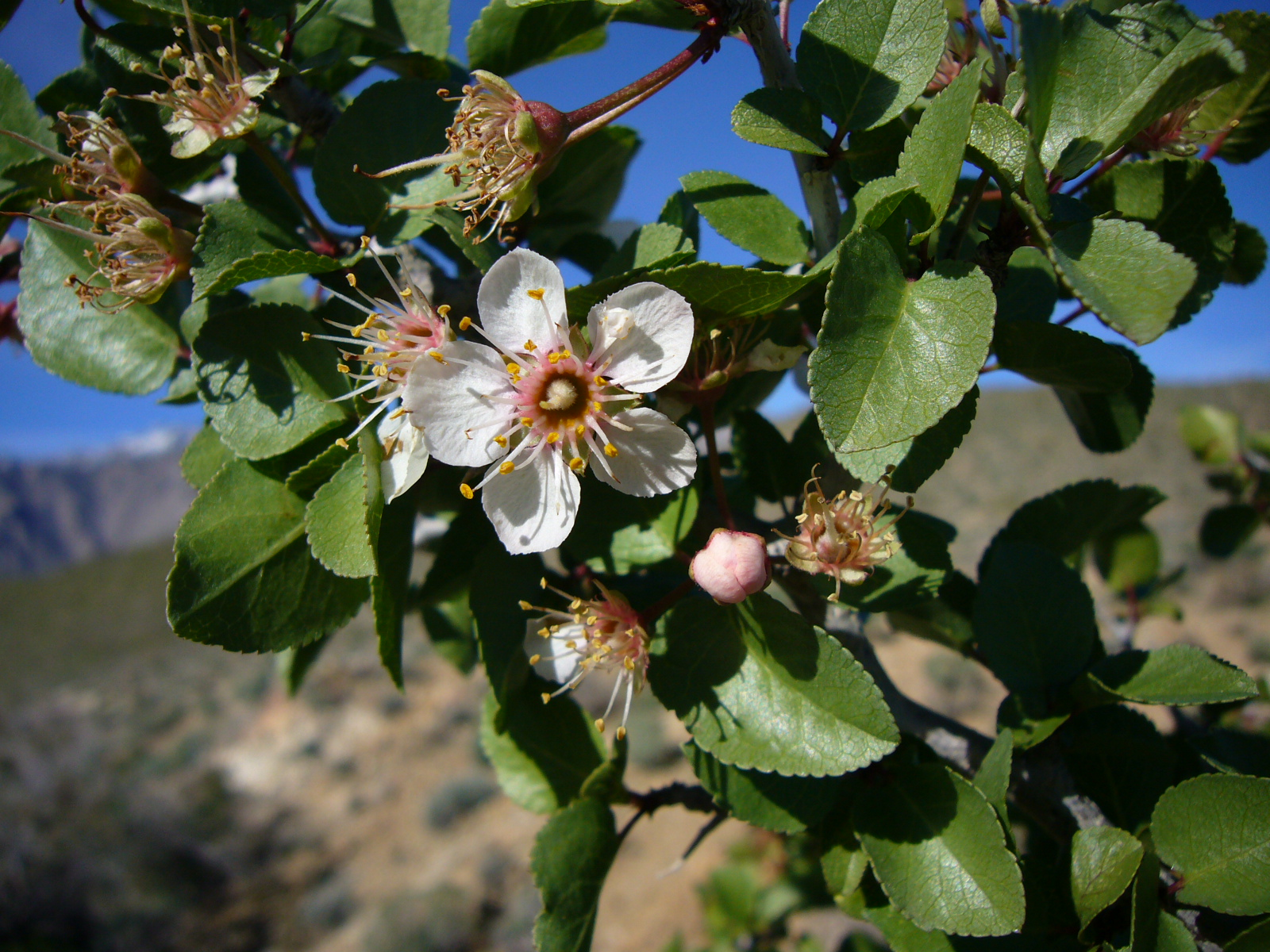
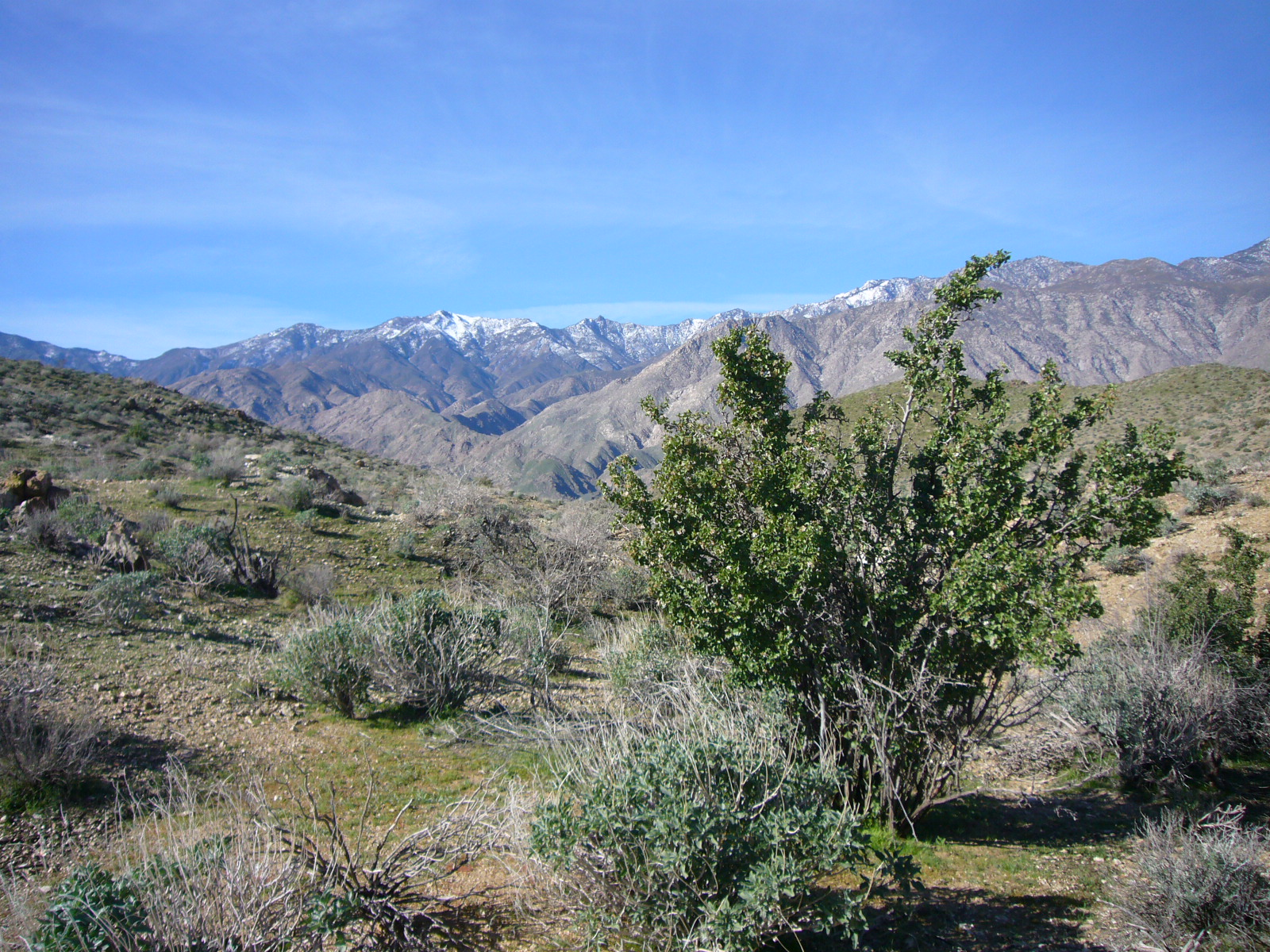